# Pamela Sharples
Pour les articles homonymes, voir Sharples.
Pamela Sharples, née le 11 février 1923 et morte le 19 mai 2022, est une femme politique britannique. Elle est paire à vie depuis l'assassinat de son mari Richard Sharples, gouverneur des Bermudes.
En 2016, elle est impliquée dans le scandale Panama Papers.